# عشق سگی
عشق سگی (به اسپانیولی: Amores Perros) یک فیلم درام جنایی به کارگردانی الخاندرو گونسالس اینیاریتو محصول سال ۲۰۰۰ مکزیک می‌باشد. عشق سگی نخستین فیلم از سه‌گانه مرگ ساخته شده توسط ایناریتو بود و دو فیلم بعدی او: ۲۱ گرم و بابل (فیلم ۲۰۰۶ آمریکایی) بخش‌های دیگر این سه‌گانه هستند. عشق سگی به سان یک نقاشی در سه قاب داستانهای مختلفی را روایت می‌کند که در نقطه‌ای خاص با یکدیگر پیوند می‌یابند. از این فیلم گاهی بواسطه روایت غیرخطی و داستان ویژه آن، به عنوان نمونه مکزیکی پالپ فیکشن (داستان عامه پسند ساخته تارانتینو) یاد شده‌است.

## داستان
فیلم شامل سه قصهٔ متمایز است که به وسیلهٔ بروز یک سانحهٔ تصادف رانندگی در مکزیکو سیتی به یکدیگر پیوند می‌یابند و در عین حال هر یک از سه داستان فیلم به‌طور مستقل نیز، بازتابهایی از جفاکاری انسان‌ها نسبت به یکدیگر در خود دارند و نشان می‌دهند که چگونه زندگی در تاریکی و تباهی جریان دارد.

## بازیگران
- Emilio Echevarría در نقش El Chivo
- گائل گارسیا برنال در نقش Octavio (as Gael García)
- گویا تولدو در نقش Valeria
- Álvaro Guerrero در نقش Daniel
- بانسا بائوچه در نقش Susana
- خورخه سالیناس در نقش Luis
- Marco Pérez در نقش Ramiro
- Rodrigo Murray در نقش Gustavo
- Humberto Busto در نقش Jorge
- Gerardo Campbell در نقش Mauricio
- روسا ماریا بیانچی در نقش Tía Luisa (Aunt Luisa)
- Dunia Saldívar در نقش Mama Susana (Susana's Mother)
- آدریانا بارازا در نقش Mama Octavio (Octavio's Mother)
- José Sefami در نقش Leonardo
- Lourdes Echevarría در نقش Maru

## تهیه و تولید
تهیه و تولید فیلم عشق سگی توسط دو کمپانی زتا فیلم و آلتاویستا فیلم انجام گرفت و تولید این پروژه در ۱۲ آوریل ۱۹۹۹ آغاز شد.

## نکاتی ویژه و قابل توجه در تولید
در نسخهٔ دی وی دی منتشرشده از فیلم شرح و تفسیر مفصل و آموزنده‌ای دربارهٔ این فیلم توسط کارگردان و فیلم‌نامه‌نویس آن ارائه شده‌است.
یکی از جنبه‌های بحث‌برانگیز این فیلم صحنه‌های خونین مبارزه سگها با یکدیگر است که می‌رفت تا نزد حامیان حقوق حیوانات جنجالی را برپا سازد. در این مورد ایناریتو توضیح داده که به هیچ سگی در طول روند ساخت فیلم عشق سگی صدمه‌ای وارد نیامد و در صحنه‌هایی که در آن‌ها سگ ظاهراً به یکدیگر حمله می‌کنند، در واقع آن‌ها به سوی یکدیگر می‌دویدند و به بازی با هم مشغول می‌شدند. در این موارد پوزه تمامی سگها به خوبی پوشیده و مهار شده بود، طوری‌که هیچ‌یک از آن‌ها قادر به گاز گرفتن سگ دیگر نبود. در تصاویری از فیلم نیز سگهایی به چشم می‌خورند که ظاهراً مرده‌اند یا در حال مرگ هستند، حال آن که مرگی در کار نیست و تمامی این سگها تحت مراقبت و مواظبت یک مؤسسهٔ معتبر دامپزشکی در مکزیک، و با داروهای بیخطر تسکین یافته‌اند. واقعگرایی و رئالیسم صحنه‌هایی از این قبیل با بهره از تکنیک‌های سینمایی و جلوه‌های قوی صوتی تضمین شده‌است.
یکی دیگر از جنبه‌های غیرمعمول در روند تولید این فیلم، مخاطرات فیلمبرداری در محله‌های فقیرنشین شهر مکزیک بود و حتی در مواردی کارگردان فیلم و برخی از عوامل تولید توسط باندهای خلافکار خیابانی ربوده شدند.

## جوایز و افتخارات
این فیلم با استقبال گسترده و تحسین و نظریات بسیار مثبت منتقدان مواجه شد و افزون بر نامزدی دریافت جایزه از جشنواره‌های مختلف، جوایز بسیاری نیز دریافت نمود. در بررسی گزارش‌های مربوط به نقد این فیلم حکایت از آن دارد که ۹۲ درصد از منتقدینی که دربارهٔ این فیلم اظهار نظر کرده‌اند، بدان امتیاز مثبت داده‌اند و بررسی بر مبنای نظر ۱۱۱ منتقد برای فیلم نمره ۷٫۸ از ۱۰ را به همراه داشته و در سیستم رتبه‌بندی وب سایت Imdb از فیلم‌های ممتاز بوده‌است. برخی از جوایز و افتخارات این فیلم عبارتند از:
- برنده جایزه بافتا به عنوان بهترین فیلم با زبان غیر انگلیسی و همین‌طور نامزد دریافت جایزه اسکار به عنوان بهترین فیلم خارجی در سال ۲۰۰۰
- برنده جایزه برتر جشنواره Fantasporto. در سال ۲۰۰۱
- برنده جایزه بهترین فیلم در هفته منتقدان جشنواره فیلم کن در سال ۲۰۰۰
- برنده جایزه بزرگ و معتبر سندیکای بلژیکی منتقدان سینما
- عشق سگی همچنین در سال ۲۰۰۸ و در فهرست مربوط به ۵۰۰ فیلم بزرگ سینمای جهان در تمام دورانها در شماره ۴۹۲ قرار گرفت
- این فیلم بهترین فیلم ایناریتو از نظر منتقدین و مردم محسوب می‌شود به طوری که تنها فیلم ایناریتو است که جز۲۵۰ فیلم برتر در سایتimdb است.